# Stazione di Bellaterra
La Stazione di Bellaterra è una stazione delle linee S2 e S6 della Linea Barcelona-Vallès di FGC che si trova a Bellaterra nella provincia di Barcellona.